# Patinapta taiwaniensis
Patinapta taiwaniensis is een zeekomkommer uit de familie Synaptidae.
De wetenschappelijke naam van de soort werd in 1988 gepubliceerd door Chao, Rowe & Chang.